# Topspin
Il topspin è un tipo di colpo effettuato nel tennis e in altri sport che utilizzano palle come il tennistavolo, il golf e il baseball.

## Descrizione
L'azione consiste nel colpire la palla dal basso verso l'alto con un rapido movimento di polso al momento dell'impatto con la pallina, in modo da imprimere per mezzo della racchetta un movimento rotatorio della sfera dall'alto verso il basso nella direzione del colpo.
A causa della rotazione, la palla è soggetta all'effetto Magnus: la rotazione, infatti, genera una differenza di pressione tra la parte superiore della palla e la sua parte inferiore, che spinge la palla verso il terreno. 
Il meccanismo responsabile di questo fenomeno è il seguente: nella parte superiore della pallina la velocità tangenziale impressa al fluido vicino alla pallina dalla sua rotazione è in direzione opposta alla velocità del flusso che investe la pallina; di conseguenza, per il fluido le due velocità sono da sottrarsi e persino il fluido stesso ha una velocità inferiore a quella della pallina: trascurando il contributo potenziale legato alla quota, per il principio di Bernoulli, sotto le necessarie ipotesi di fluido incomprimibile, flusso irrotazionale e stazionario, una diminuzione della velocità provoca un aumento di pressione. Invece, nella parte inferiore, la velocità tangenziale si somma alla velocità del flusso indisturbato, determinando una velocità di fluido maggiore e di conseguenza una depressione. È proprio tale differenza di pressione, agente sulla pallina, la responsabile della forza che la spinge verso il terreno. 
In tal modo, la traiettoria della palla, che altrimenti sarebbe una semplice parabolica discendente, diventa molto più arcuata verso il basso; inoltre, al momento del tocco a terra, l'angolo di rimbalzo è inferiore all'angolo d'incidenza a causa della rotazione.
Tale colpo può essere effettuato nel tennis in maniera da imprimere alla palla una rotazione di qualche migliaia di giri al minuto, rendendo il controllo molto difficile da parte dell'avversario.
Nella fase aerea, il topspin - a parità di forza impressa - è leggermente più lento rispetto a un colpo di piatto, per via del maggior attrito con l'aria (a questo si aggiunga che l'applicazione stessa del topspin non permette di colpire la pallina con la stessa forza rispetto a un dritto).
Inoltre, la sua traiettoria sarà tendenzialmente più alta e più corta e, dopo il rimbalzo, la palla in topspin (o liftata o arrotata), a causa della rotazione, rimbalzerà più alta e più lunga di una priva di rotazioni.
Gli effetti menzionati sono tanto più evidenti quanto maggiore è la velocità di rotazione della palla. 
Molti grandi tennisti (ad es. Björn Borg, che fu il primo a farne largo uso, e Rafael Nadal) hanno basato e basano tuttora il loro gioco su questo tipo di colpo.
Le superfici sulle quali il topspin risulta più incisivo sono il cemento e la terra battuta, mentre nel tennis su erba si tende a giocare colpi molto più piatti o in backspin.